# Ochna barbosae
Ochna barbosae är en tvåhjärtbladig växtart som beskrevs av N. Robson. Ochna barbosae ingår i släktet Ochna och familjen Ochnaceae. Inga underarter finns listade i Catalogue of Life.